# Oppach

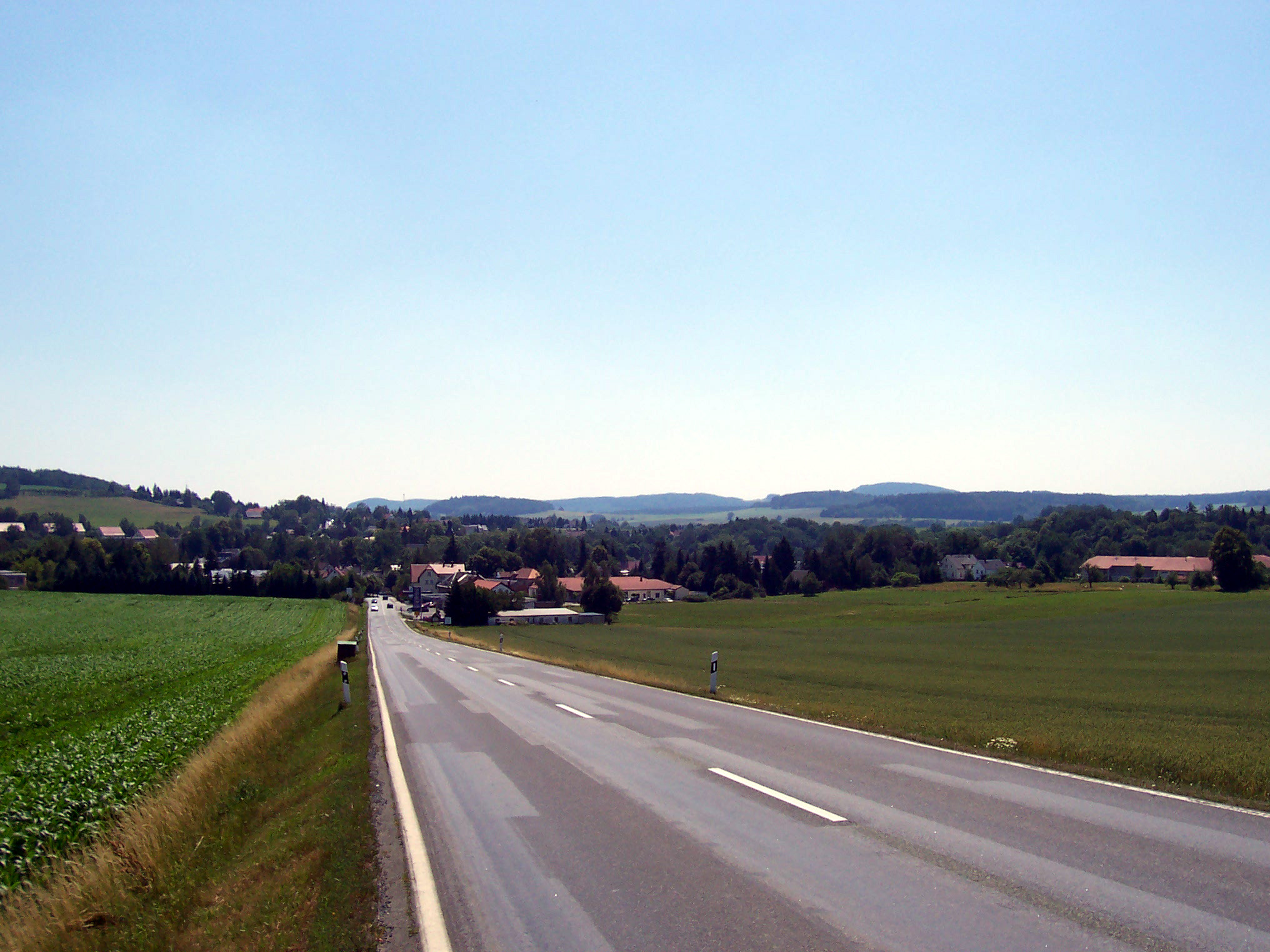
Blick von der B 96 in südöstlicher Richtung auf Oppach

Oppach (oberlausitzisch Uppach) ist eine sächsische Gemeinde im Landkreis Görlitz und liegt in der südlichen Oberlausitz an den Bundesstraßen 96 und 98 direkt an der Grenze zu Nordböhmen (Tschechien). Mit dem Nachbarort Beiersdorf bildet Oppach eine Verwaltungsgemeinschaft.

## Geografie

### Lage
Oppach liegt im Tal des Beiersdorfer Wassers, das den Ort im Alten Graben verlässt. Eingebettet ist das Tal des Lausitzer Berglandes in den Kälbersteine-Bieleboh-Bergrücken mit dem Bieleboh (499 m ü. NHN) als höchster Erhebung im Norden sowie den Bergrücken Großer Wald mit der höchsten Erhebung Steinklunsen (437,2 m ü. NHN) im Südosten.

### Ortsgliederung
Ortsteile sind Oppach (früher Niederoppach), Fuchs (früher Neuoppach), Eichen (früher Oberoppach), Picka und Lindenberg.
Inoffiziell gibt es weitere Ortsteile, z. B. Hatsche, Hinterecke, Katermautze, Oberdorf und Spreedorf.

### Nachbargemeinden
| Schirgiswalde-Kirschau        | Wurbis (zu Schirgiswalde-Kirschau)          | Cunewalde          |
| Sohland an der Spree          | Kompassrose, die auf Nachbargemeinden zeigt | Beiersdorf         |
| Taubenheim/Spree (zu Sohland) | Šluknov (Schluckenau, Tschechien)           | Neusalza-Spremberg |

## Geschichte

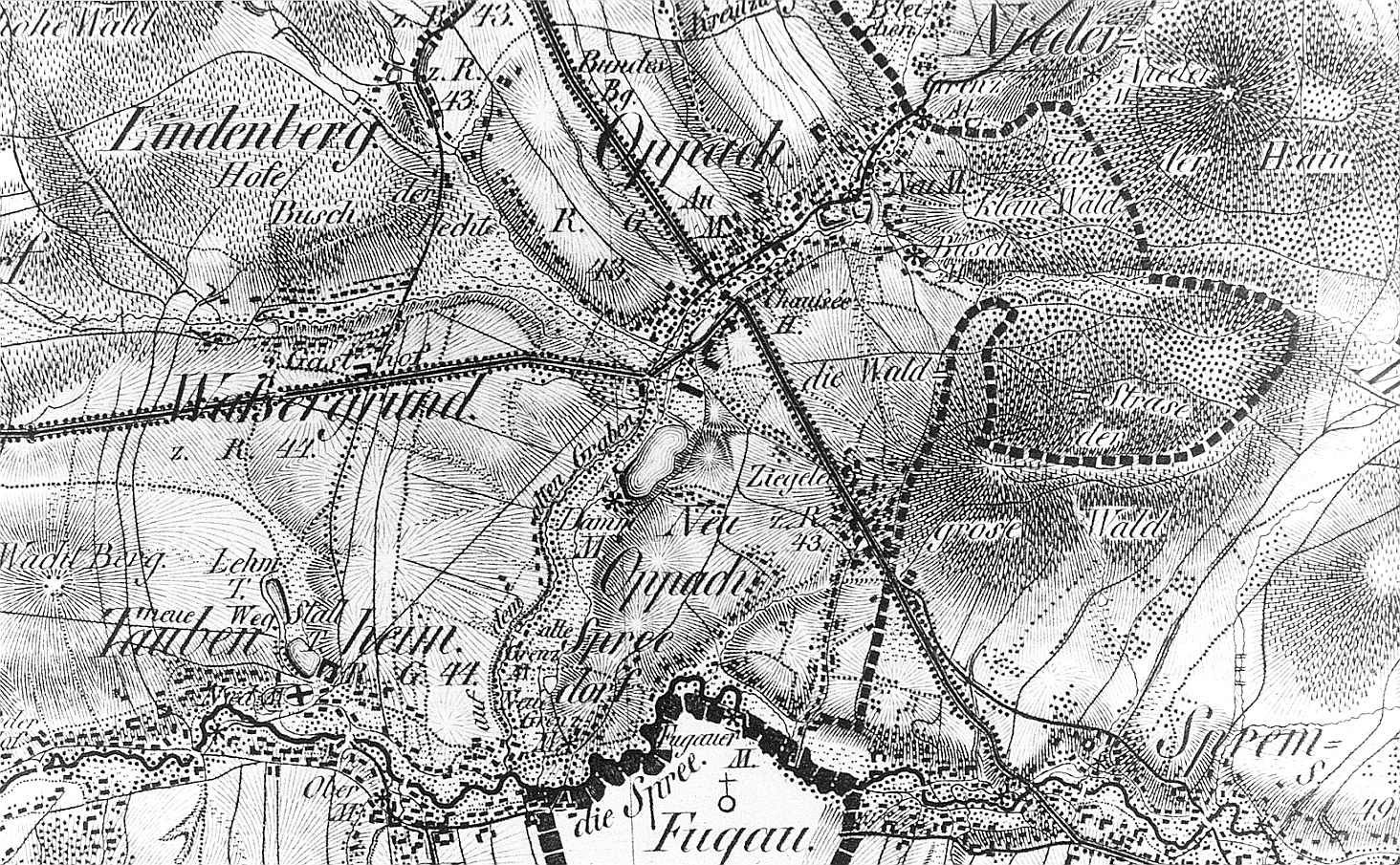
Karte von Oberreit mit Oppach von 1821 bis 1822

Oppach, als Waldhufendorf angelegt, wurde im Jahr 1336 durch die Erwähnung eines Zeugen namens Johann de Opach in einer Urkunde des Löbauer Ratsarchivs erstmals nachweislich erwähnt. Die Entstehung des Ortsnamens geht nach einer Variante wohl auf den Namen des Beiersdorfer Wassers zurück: „Oberhalb des Baches“ – „Oberbach“ – „Obbach“ – „Oppach“. Oppach und das Nachbardorf Taubenheim waren die ersten Landgemeinden in der Oberlausitz, die sich bereits um 1524 der Reformation anschlossen. Ende des 17. Jahrhunderts fanden, vertrieben durch die Gegenreformation in Böhmen, protestantische Glaubensflüchtlinge aus Fugau und der böhmischen Enklave Schirgiswalde in Oppach eine neue Heimat. Durch sie entstanden die Ortsteile Fuchs und Eichen. Mit den Exulanten hielt die gewerbliche Hausweberei in Oppach Einzug, aus der später die ersten Textilfabriken hervorgingen.
Auf dem Pickaer Berg errichtete und unterhielt zu DDR-Zeiten das Gaskombinat Schwarze Pumpe ein Ferienlager für die Kinder seiner Betriebsangehörigen, das nach 1990 verfiel.
Am 1. April 2006 wurde die alte Fugauer Straße durch einen touristischen Grenzübergang zwischen Oppach und Schluckenau wiedereröffnet.

### Ortsnamenformen
- 1336: Johannes de Opach, 1381: Opach, 1791: Oppach, Alt- und Neu-, 1875: Oppach (Neu-, Nieder- u. Ober-)

### Verwaltungszugehörigkeit
- 1777: Bautzener Kreis, 1843: Landgerichtsbezirk Bautzen, 1856: Gerichtsamt Neusalza, 1875: Amtshauptmannschaft Löbau, 1952: Kreis Löbau, 1994: Landkreis Löbau-Zittau, 1. August 2008: Landkreis Görlitz

### Einwohnerentwicklung
Beim Zensus vom 9. Mai 2011 lebten in den 788 Wohngebäuden der Gemeinde 2548 Personen. Der Kernort Oppach bestand aus 424 Wohngebäuden und hatte 1615 Einwohner; die übrigen lebten in Lindenberg (360), Fuchs (311), Eichen (201) und Picka (61). Das Durchschnittsalter lag bei 48,5 Jahren.
| Jahr | Einwohner                                | Einwohner       |
| ---- | ---------------------------------------- | --------------- |
|      | (Nieder-)Oppach                          | Gemeinde Oppach |
| 1777 | 6 besessene Mann, 36 Gärtner, 37 Häusler | siehe Ortsteile |
| 1834 | 827                                      | 1914            |
| 1871 | 1207                                     | 2633            |
| 1890 | 1216                                     | 2766            |
| 1910 | —                                        | 2952            |
| 1925 | —                                        | 2977            |
| 1939 | —                                        | 3250            |
| 1946 | —                                        | 3987            |
| 1950 | —                                        | 4276            |
| 1964 | —                                        | 3938            |
| 1990 | —                                        | 3256            |
| 2000 | —                                        | 3203            |
| 2007 | —                                        | 2986            |
| 2009 | —                                        | 2914            |
| 2011 | 1615                                     | 2548            |
| 2012 | —                                        | 2529            |
| 2013 | —                                        | 2505            |

## Politik
Seit dem Jahr 2000 gibt es ein lockeres Bündnis aus Orten beidseits der Grenze, genannt „Fünfgemeinde“, deren Mitglieder Neusalza-Spremberg, Sohland an der Spree und Oppach auf deutscher Seite sowie Jiříkov (Georgswalde) und Šluknov (Schluckenau) auf tschechischer Seite sind. 2011 kam die Stadt Ebersbach-Neugersdorf hinzu.

### Gemeinderat
Nach der Gemeinderatswahl am 9. Juni 2024 wurden nur 9 Sitze besetzt. Die AfD kann drei Sitze mangels Bewerbern nicht besetzen. Der Gemeinderat setzt sich folgendermaßen zusammen:
- AfD: 2 Sitze (3 Sitze mangels Bewerber unbesetzt)
- FW: 4 Sitze
- CDU: 3 Sitze

| Gemeinderat ab 2024Insgesamt 9 Sitze - FW: 4 - CDU: 3 - AfD: 2 Es bleiben drei Sitze unbesetzt. Der Gemeinderat verkleinert sich demgemäß. | Liste                      | 2024   | 2024   | 2019   | 2019   | 2014   | 2014   |
| Gemeinderat ab 2024Insgesamt 9 Sitze - FW: 4 - CDU: 3 - AfD: 2 Es bleiben drei Sitze unbesetzt. Der Gemeinderat verkleinert sich demgemäß. | Liste                      | Sitze  | in %   | Sitze  | in %   | Sitze  | in %   |
| Gemeinderat ab 2024Insgesamt 9 Sitze - FW: 4 - CDU: 3 - AfD: 2 Es bleiben drei Sitze unbesetzt. Der Gemeinderat verkleinert sich demgemäß. | AfD                        | 2      | 41,8   | 2      | 27,2   | –      | –      |
| Gemeinderat ab 2024Insgesamt 9 Sitze - FW: 4 - CDU: 3 - AfD: 2 Es bleiben drei Sitze unbesetzt. Der Gemeinderat verkleinert sich demgemäß. | Freie Wähler               | 4      | 31,4   | 4      | 26,0   | 7      | 44,5   |
| Gemeinderat ab 2024Insgesamt 9 Sitze - FW: 4 - CDU: 3 - AfD: 2 Es bleiben drei Sitze unbesetzt. Der Gemeinderat verkleinert sich demgemäß. | CDU                        | 3      | 26,8   | 3      | 23,7   | 4      | 31,4   |
| Gemeinderat ab 2024Insgesamt 9 Sitze - FW: 4 - CDU: 3 - AfD: 2 Es bleiben drei Sitze unbesetzt. Der Gemeinderat verkleinert sich demgemäß. | Oppacher Bürgerliste e. V. | –      | –      | 3      | 19,9   | 3      | 21,2   |
| Gemeinderat ab 2024Insgesamt 9 Sitze - FW: 4 - CDU: 3 - AfD: 2 Es bleiben drei Sitze unbesetzt. Der Gemeinderat verkleinert sich demgemäß. | SPD                        | –      | –      | –      | 3,2    | –      | 22,9   |
| Gemeinderat ab 2024Insgesamt 9 Sitze - FW: 4 - CDU: 3 - AfD: 2 Es bleiben drei Sitze unbesetzt. Der Gemeinderat verkleinert sich demgemäß. | Wahlbeteiligung            | 67,6 % | 67,6 % | 64,3 % | 64,3 % | 56,0 % | 56,0 % |

### Bürgermeister
Bei den Wahlen im Juni 2015 konnte sich Amtsinhaber Stefan Hornig nicht gegen Sylvia Hölzel durchsetzen, Frau Hölzel wurde mit 57,4 % der Stimmen zur neuen Bürgermeisterin gewählt.
| Wahl | Bürgermeister | Vorschlag | Wahlergebnis (in %) |
| ---- | ------------- | --------- | ------------------- |
| 2022 | Sylvia Hölzel | Hölzel    | 95,3                |
| 2015 | Sylvia Hölzel | Hölzel    | 57,4                |
| 2008 | Stefan Hornig | Hornig    | 70,3                |
| 2001 | Stefan Hornig | Hornig    | 60,3                |

### Wappen
Seit dem 1. April 1995 führt die Gemeinde Oppach das aktuelle Wappen.
Das in Schildform ausgebildete Wappen wird von einem grünen Rand eingefasst, welcher auf das den Ort umgebende Landschaftsschutzgebiet „Oberlausitzer Bergland“ hinweist. Das Grün der drei Blätter sowie der weiße Untergrund der oberen Schildhälfte nehmen die Farben des Freistaates Sachsen auf. Das Blau des gewellten Bandes und das Gelb des Untergrundes der unteren Schildhälfte spiegeln gleichfalls die Farben der Oberlausitz wider. Das gewellte Band symbolisiert das Beiersdorfer Wasser, welches ab dem Busbahnhof „Alter Graben“ heißt. Es teilt den Ort – so wie das Band das Ortswappen. Die drei Blätter symbolisieren drei der Ortsteile um Oppach: der Ortsteil Lindenberg durch das Lindenblatt, der durch evangelische Exulanten aus Schirgiswalde gegründete Ortsteil Eichen (im „Eichengrund“) durch das Eichenblatt und der durch böhmische Exulanten aus Fugau gegründete Ortsteil Fuchs (die „Fug’schen“) durch ein Birkenblatt, welches wohl auf das Adelsgeschlecht Berka von der Duba verweisen soll. Die Gleichfarbigkeit der Blätter soll die Zusammengehörigkeit der Ortsteile im Ort Oppach ausdrücken und deren grafische Anordnung verweist auf die geografische Lage der Ortsteile in Bezug auf das Dorfzentrum: Lindenberg im Nordwesten, Eichen im Nordosten und Fuchs im Süden.

### Städtepartnerschaften
- Stadt Uhingen im Landkreis Göppingen (Baden-Württemberg)

## Kultur und Sehenswürdigkeiten

### Bauwerke

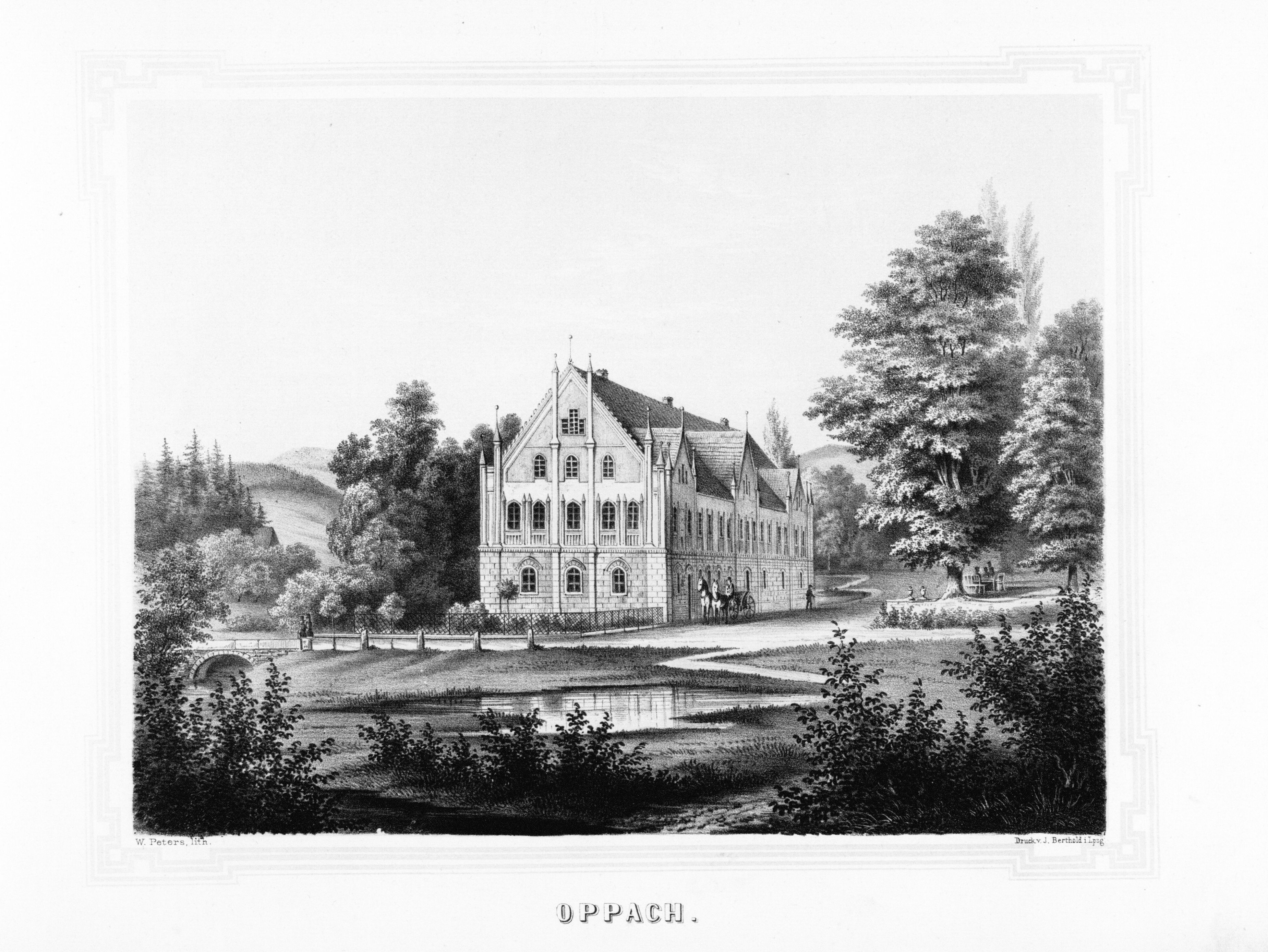
Stich des Schlosses Oppach, Mitte des 19. Jahrhunderts

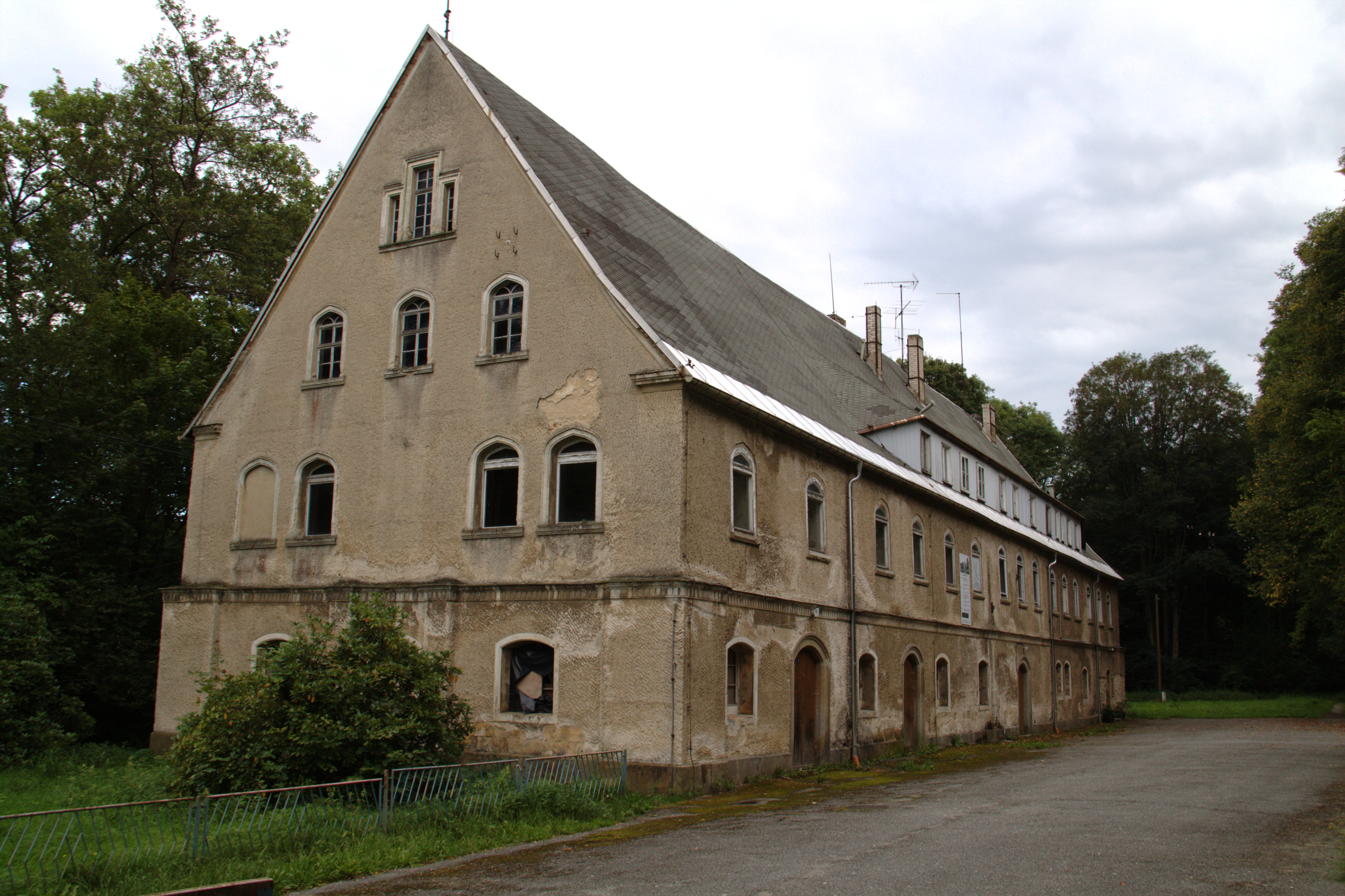
Das leerstehende Schloss Oppach im Jahr 2011

- Das Schloss Oppach wurde 1790 für Gottlob Adolf Ernst von Nostitz und Jänkendorf errichtet und 1844 für den sächsischen Innenminister Eduard Gottlob von Nostitz und Jänckendorf umgebaut. Ein Jahrhundert später wurde es in der Bodenreform in der Sowjetischen Besatzungszone enteignet und als Unterkunft für Flüchtlinge und Vertriebene genutzt. In den 1950er Jahren wurde darin ein Kindergarten eingerichtet und später fand in einem kleinen, inzwischen wieder abgerissenen, zweiten Gebäude auch Grundschulunterricht statt. Das Schloss steht derzeit leer und ist sanierungsbedürftig.
- Die evangelische Kirche in Oppach wurde 1785–1787 nahezu neu erbaut, weil hier durch die Gegenreformation viele protestantische Exulanten angesiedelt wurden. 1923 wurde ein neuer und größerer Turm errichtet, der sich über einer Eingangshalle erhebt.

### Wanderpfade

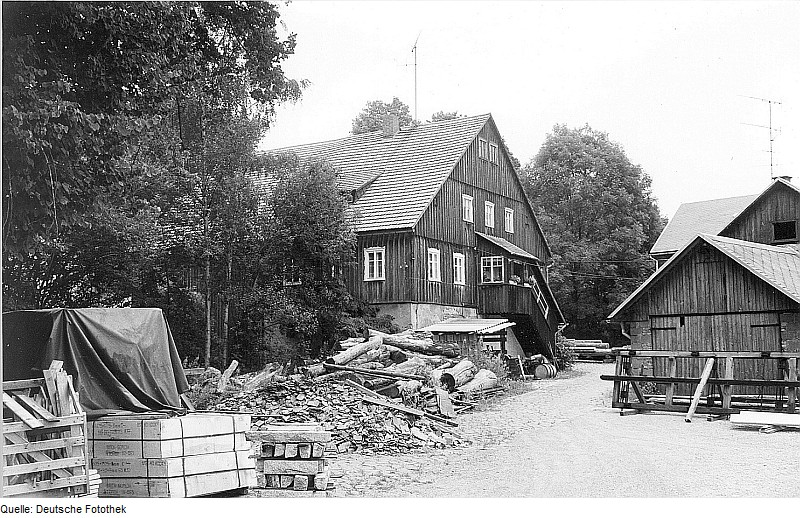
(Sägewerk) Buschmühle

- Oppacher Ringweg: Dammmühlteich (Gondelteich), denkmalgeschützte Umgebindehäuser, Buschmühle (Geburtshaus von H.-G. Zumpe), höchster Punkt Galgenberg (etwa 400 m) mit Sicht in das Zittauer Gebirge und das Isergebirge
- Oppacher Brunnenpfad: 4,4 km lang, „Auf den Spuren des Pegasus“ (Firmenlogo der Oppacher Mineralquellen), acht Schautafeln entlang des Pfades über die Landschaft und Natur des Oberlausitzer Berglandes sowie über die Herkunft und Förderung des Oppacher Mineralwassers
- Rundweg Grenzmühlteich
- Rundweg Gondelteich

### Sport
Das Stadiongelände am Lindenberg umfasst zwei Tennisplätze (Rotstein) und zwei große Fußballfelder (einen Rasenplatz und einen Grünsteinplatz), die vom Tennisclub Oppach (TC Oppach e. V.) und vom Fußballspielverein Oppach (FSV Oppach e. V.) bewirtschaftet werden. Gleich neben der Sportanlage befindet sich das Oppacher Freibad, mit einem Beach-Volleyballplatz. Des Weiteren gibt es in der Oberlausitzer Gemeinde einen Skihang, der im Winter vom Ski-Club Oppach (SC Oppach e. V.) betrieben wird. Im Oppacher Kretscham und im Haus des Gastes (Schützenhaus) gibt es jeweils eine Kegelbahn.

## Wirtschaft und Infrastruktur

### Ansässige Unternehmen
Die 1991 gegründete Oppacher Mineralquellen GmbH & Co. KG blickt auf eine bis 1886 reichende Geschichte als Destillation und Obstkelterei zurück. Für alkoholfreie Getränke wird das aus eigenen Tiefbrunnen gewonnene natürliche Mineralwasser erst seit 1953 genutzt. Eines der typischen Produkte aus den Zeiten der DDR, die Orangen-Perle, wird bis heute produziert. Im Jahr 2000 wurde der Betrieb von der Actris AG übernommen und Anfang 2007 wieder getrennt.

### Verkehr
Der Bahnhof Oppach lag von 1892 bis 1945 an der Schmalspurbahn Taubenheim–Dürrhennersdorf. Diese ist stillgelegt.

## Persönlichkeiten

### Söhne und Töchter der Gemeinde
- Hermann Zumpe (1850–1903), Dirigent
- Carl Adalbert Förster (1853–1925), Textilfabrikant, Reichstags- und Landtagsabgeordneter
- Rolf Herzog (1919–2006), Professor für Völkerkunde
- Helmut Vietze (1925–2002), Jazz- und Unterhaltungsmusiker
- Annelies Schulz (* 1934), deutsche Autorin

### Mit Oppach verbundene Persönlichkeiten
- Günther Blechschmidt (1891–1971), Maler und Grafiker

- Anne-Rose Säuberlich (3. Juli 1924–28. Mai 2009), Zirkelleiterin für Textilgestaltung und Lehrerin, erstellte eine Sammlung von ortsgeschichtlichen Dokumenten und von Textilarbeiten; 2006 erste Ehrenbürgerin Oppachs